# قرار مجلس الأمن التابع للأمم المتحدة رقم 1127
قرار مجلس الأمن التابع للأمم المتحدة رقم 1127، المتخذ بالإجماع في 28 آب / أغسطس 1997، بعد إعادة التأكيد على القرار 696 (1991) وجميع القرارات اللاحقة بشأن أنغولا، فرض المجلس، بموجب الفصل السابع من ميثاق الأمم المتحدة، عقوبات على يونيتا بعد عدم الامتثال في تنفيذ اتفاقيات السلام بعد الحرب الأهلية.
وأشار مجلس الأمن إلى أنه سيتخذ إجراءات ضد يونيتا إذا لم تمتثل لالتزاماتها بموجب اتفاقات السلام وبروتوكول لوساكا وقرارات مجلس الأمن ذات الصلة، ولا سيما القرار 1118 (1997). وطالب يونيتا وحكومة أنغولا على الفور باستكمال الجوانب المتبقية من عملية السلام والامتناع عن الأعمال التي من شأنها زيادة التوتر. كما طُلب من يونيتا نزع سلاح قواتها، واستكمال تحويل محطتها الإذاعية فورغان إلى محطة إذاعية غير حزبية، وبسط سلطة الدولة إلى المناطق التي تسيطر عليها. كما كان عليها أن تصحح على الفور وتستكمل المعلومات حول قوة قواتها وأن تقدم المعلومات إلى اللجنة المشتركة.
بموجب الفصل السابع، طُلب من جميع البلدان بعد ذلك اتخاذ التدابير التالية:
(أ) منع مسؤولي يونيتا وأسرهم المباشرة من دخول أراضيهم، إلا في المناسبات الضرورية لعمل حكومة الوحدة والمصالحة الوطنية أو الجمعية الوطنية أو اللجنة المشتركة؛
(ب) إلغاء جميع وثائق السفر والتأشيرات وتصاريح الإقامة لمسؤولي يونيتا وأسرهم المباشرة؛
(ج) إغلاق جميع مكاتب يونيتا في أراضيها؛
(د) منع الرحلات الجوية من الهبوط أو المغادرة أو التحليق فوق أراضيها؛
(هـ) حظر توريد قطع غيار الطائرات؛
(و) حظر توفير التأمين للطائرات الأنغولية، مع استثناءات مذكورة في القرار 864 (1993).
كما أن الإجراءات لن تطبق في حالات الطوارئ الطبية أو الرحلات الجوية التي تحمل مساعدات إنسانية. وحث جميع البلدان على عدم منع سفر الوفود الرسمية إلى مقر يونيتا إلا في الحالات الإنسانية أو لأغراض تعزيز عملية السلام. وسيبدأ نفاذ الجزاءات المفروضة على السفر اعتباراً من 30 أيلول / سبتمبر 1997 ما لم يُلاحظ أن يونيتا بدأت في الامتثال.
طُلب من الأمين العام كوفي عنان تقديم تقرير إلى المجلس بحلول 20 تشرين الأول / أكتوبر 1997 وكل 90 يومًا بشأن امتثال يونيتا لقرارات مجلس الأمن واتفاقات السلام. إذا لم يكن هناك امتثال، أشار القرار إلى أنه سيتم النظر في قيود مالية وتجارية إضافية.
وطالب المجلس كذلك أنغولا ويونيتا بمواصلة التعاون مع بعثة الأمم المتحدة في أنغولا والتوقف عن تقييد أنشطتها وزرع الألغام الأرضية. وأيد توصية الأمين العام بتعليق انسحاب الوحدات العسكرية للأمم المتحدة حتى نهاية تشرين الأول / أكتوبر 1997. وأخيراً، كان يُعتقد أن اجتماع القمة بين رئيس أنغولا خوسيه إدواردو دوس سانتوس وزعيم يونيتا جوناس سافيمبي يمكن أن يخفف التوتر.

## روابط خارجية
- نص القرار في undocs.org